# Eria bancana
Eria bancana är en orkidéart som beskrevs av Johannes Jacobus Smith. Eria bancana ingår i släktet Eria och familjen orkidéer. Inga underarter finns listade i Catalogue of Life.